# Дальневосточная комиссия
Дальневосто́чная коми́ссия (ДВК) (англ. Far Eastern Commission) — международная комиссия (с постоянным пребыванием в Вашингтоне), которая должна была вырабатывать основы оккупационной политики союзных держав в отношении Японии. Существовала с 1946 по 1952 год.

## История
Комиссия стала результатом согласования на Московской Конференции министров иностранных дел СССР, США и Великобритания (проходила с 16 по 26 декабря 1945 года) и была обнародована в коммюнике, выпущенном в конце конференции 27 декабря 1945 года.
Первоначально в состав Дальневосточной комиссии входили представители СССР (Новиков), США (Блэксли), Англия (Сэнсом), Австралия (Эгллстон), Голландия (Лоудон), Индия (Баждпай), Филиппины (Ромуло), Китай (Лю Ши-тунь), Франция (Лаксот), Новая Зеландия (Поулес), Канада (Норман). В 1949 году в комиссию также вошли представители Бирмы и Пакистана.
Всего в ДВК было создано 6 комитетов:
1. комитет по репарациям,
2. комитет по экономическим и финансовым делам,
3. комитет по конституционным и законодательным реформам,
4. комитет по укреплению демократических тенденций (председатель — Новиков),
5. комитет по делам военных преступников,
6. комитет по вопросам об иностранных поданных (в частности о поданных оккупационных сил, находящихся в Японии и защите их жизни и имущества).

В дальнейшем, по мере изменения международной обстановки, в частности с обострением отношений между США и Советским Союзом, роль и значение этого международного органа резко ослабла.